# 裴家营站
裴家营站是济南轨道交通3号线的地铁车站，位于中华人民共和国山东省济南市历城区鲍山街道裴家营响泉街地下，2023年10月25日投入运营。
由于施工进度原因，裴家营站未能在2019年12月28日随3号线一期开通投入使用。2023年10月25日，本站投入使用。

## 车站构造
本站位于济南历城区裴家营小学西侧，车站南侧为小区等，车站周边为裴家营村及农田；周边规划以商业、居住、水域、绿地为主。规划有33m，45m道路。
本站为标准地下二层岛式车站。车站地下一层为站厅层，地下二层为为站台层，有效站台宽度为11m。车站共设置4个出入口（1个预留出入口）、2组风亭。

## 出入口
车站共设置2个出入口。
| 編號                  | 指示                                  |
| --------------------- | ------------------------------------- |
| 出口 · A              | 龙脊河西路与响泉街交叉口以东路南      |
| 出口 · B · 升降机标志 | 龙脊河东路与陈家路交叉口以北250米路西 |
| 註： 設有             |                                       |

### 临近地点
- 济南市历城区裴家营小学
- 裴家营村